# Geodiscelis longiceps
Geodiscelis longiceps là một loài ong trong họ Colletidae. Loài này được Packer miêu tả khoa học đầu tiên năm 2005.